# Johannes Hablik
Johannes Hablik (* 11. Oktober 1980) ist ein deutscher Sportler. Er ist seit einem Sportunfall im November 2002 querschnittgelähmt.

## Sportliche Laufbahn
Hablik war bereits als Siebenjähriger Hessischer Meister im Turnen. In den 1990er Jahren entdeckte er den Deutschen Mehrkampf für sich, eine Wettkampfform, die Gerätturnen und Leichtathletik miteinander kombiniert. Er startete für den Turnverein Ober-Ramstadt und wurde zweimal in Folge Deutscher Meister im Mehrkampf.

## Studium
Ab dem Wintersemester 2001/02 studierte er Sportwissenschaften und Informatik an der Technischen Universität Darmstadt, eine Kombination, die ihm auch beruflich den ständigen Kontakt zum Sport garantieren sollte, zum Beispiel beim Event-Management von Sportveranstaltungen. Dies war ein von ihm so formuliertes Wunschbild.

## Unfall
Am 3. November 2002 erlitt der zu diesem Zeitpunkt 22-Jährige bei einem Landesliga-Wettkampf in Eppertshausen eine Querschnittlähmung. Nach einer Handverletzung nahm er lediglich an Bodenübungen teil. Beim Versuch eines anderthalbfachen Salto vorwärts, der mit einem direkten Abrollen abgeschlossen wird, schlug er jedoch mit dem Kopf zuerst auf der Bodenfläche auf und verletzte sich an der Halswirbelsäule. Wie sich herausstellte, war diese Verletzung so schwer, dass er seitdem vom vierten Halswirbel abwärts gelähmt ist.
Er litt mehrfach unter Atem- und Herzstillständen, wurde in der Berufsgenossenschaftlichen Unfallklinik Frankfurt am Main intensivmedizinisch betreut. Erst nach drei Monaten begann eine langsame Stabilisierung seines Zustandes, so dass an eine Rehabilitationsphase in einer Heidelberger Reha-Klinik zu denken war.

## Zukunft für Johannes Hablik e. V.
Freunde von Johannes Hablik haben im Januar 2003 einen Förderverein ins Leben gerufen, der es ermöglichen soll, dem Querschnittgelähmten langfristig eine Betreuung zu sichern und die Familie zu unterstützen. Dieses Ziel soll damit erreicht werden, Netzwerke aufzubauen, Mitglieder und Spender zu werben, Benefizveranstaltungen zu veranstalten bzw. durch Dritte anzuregen sowie bei Stiftungen und anderen mildtätigen Organisationen um Unterstützung nachzusuchen. Geplant ist zudem der Aufbau eines mündelsicheren Rentenfonds, der Habliks Lebensstandard langfristig sichern soll.
Zahlreiche prominente Turner beteiligten sich an Benefizveranstaltungen zugunsten von Hablik.